# 日本語大辞典
日本語大辞典（講談社カラー版 日本語大辞典、にほんごだいじてん）は、講談社が1989年11月6日に初版第一刷(B5判 2302ページ)を発行した辞典である。
1995年7月3日に第二版(B5判 2638ページ ISBN 978-4-06-125002-4)が発行された。
2001年12月6日にはアートディンクよりPlayStation 2用ソフト『TVware情報革命シリーズ 日本語大辞典』として電子版がリリースされた。ただし図版は収載されていない。

## 特徴
国語辞典と百科事典の両方の特徴を持つ。同辞典の冒頭の『序』によると、国際化が進む中での日本語の現状を、情報処理の能率も鑑みながら、日本語の歴史的な背景も視野に入れ、将来を含めて考察するための材料を提供することを目的とする。
全ページフルカラーによる図解と写真を掲載(辞典ではじめて)。初版では現代語を中心に若干の古語も含めた17万5千余語を収録。そのうち、10万語に英訳が付いている。第二版では20万語を収録。内、12万語に英訳がついている。
講談社によれば、第二版は、以下の14の機能を併せ持つ
。
1. 日本語＋百科辞典
2. カラー大図解辞典
3. 英語12万語辞典
4. 漢字1万字辞典
5. ワープロ区点コード辞典
6. 学習基本古語辞典
7. 日本・世界人名辞典
8. 日本・世界地名辞典
9. 動物・植物辞典
10. カタカナ・外来語辞典
11. 故事・ことわざ辞典
12. 色名（色見本付）辞典
13. アルファベット略語辞典
14. 書く・話す実用辞典

## 監修
監修には、以下の各学界を代表する権威が名を連ねる(五十音順)。
- 梅棹忠夫 国立民族学博物館長 理学博士
- 金田一春彦 前上智大学教授 文学博士
- 阪倉篤義 京都大学名誉教授 文学博士
- 日野原重明 聖路加国際大学名誉理事長 医学博士